# 마마두 사마사
마마두 사마사(Mamadou Samassa, 1986년 5월 1일-)는 말리의 전 축구 선수이다.